# Nymphaion (Crimée)
Pour les articles homonymes, voir Nymphaion.
Nymphaion (en grec Νύμφαιον) est une cité grecque appartenant au royaume du Bosphore au sud-est de l'actuelle Crimée.

## Histoire
Possession athénienne durant la seconde moitié du Ve siècle, elle fut livrée au royaume du Bosphore à la fin de la guerre du Péloponnèse par Gylon, le grand-père de Démosthène.
La cité a fourni de nombreux graffiti de navires. 

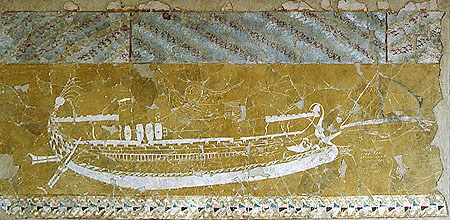
Graffito représentant l'Isis sur un mur du temple de Vénus à Nymphaion)